# Heumen
Heumen es un municipio y una localidad de la Provincia de Güeldres de los Países Bajos.